# Український центр досліджень Голодомору
Науково-дослідний та освітній центр вивчення Голодомору (англ. Holodomor Research and Education Centre in Ukraine, HREC in Ukraine) — громадська організація, споріднена структура Дослідно-освітнього консорціуму з вивчення Голодомору англ. Holodomor Research and Education Consortium, HREC Канадського інституту українських студій. Утворена в квітні 2015 року. Директорка — Гриневич Людмила Володимирівна, докторка історичних наук.
Метою діяльності Науково-дослідного та освітнього центру вивчення Голодомору є підтримка і популяризація наукового знання, збереження пам’яті про Голодомор та інші геноциди.

## Основні напрями діяльності, програми
- Наука (програма "Academia")
- Освіта (програма "Verba Magistri")
- Пам’ять (програма "Memories")
- Видавництво (видавнича програма "HREC PRESS")